# Hoàn Huyền
Hoàn Huyền (chữ Hán: 桓玄; 369-404), tự là Kính Đạo (敬道), hiệu là Linh Bảo (靈寶), là một quân phiệt thời Đông Tấn. Ông từng là Đại tư mã của Đông Tấn, sau chiếm ngôi hoàng đế của nhà Tấn và tự xưng hoàng đế, cải quốc hiệu là Sở vào năm 403, nhưng đã bị tướng Đông Tấn Lưu Dụ khởi binh chống lại rồi bị Phùng Thiên giết chết năm 404. Ông là con trai út của danh tướng Đông Tấn,Hoàn Ôn.

## Xuất thân
Hoàn Huyền sinh năm 369, là con trai út của danh tướng Đông Tấn là Đại tư mã Nam Quận Huyền Vũ công Hoàn Ôn và mẹ là Nam Khang công chúa của nhà Đông Tấn Tư Mã Hưng Nam, con gái của Tấn Minh Đế. Từ nhỏ, ông đã được cha hết sức sủng ái.
Năm 373, Hoàn Ôn lâm bệnh chết, có di mệnh giao binh quyền lại cho em út là Hoàn Xung. Tước vị Nam Quận công do con trai trưởng của Hoàn Ôn là Hoàn Hi tập tước, nhưng sau khi nghe binh quyền đã giao cho Hoàn Xung, đã cùng em trai là Hoàn Tế và chú ruột là Hoàn Bí âm mưu giết Hoàn Xung đoạt lại binh quyền. Sự việc thất bại, Hoàn Hi, Hoàn Tế và Hoàn Bí đều bị bắt và bị lưu đày. Hoàn Xung bấy giờ bố cáo Hoàn Ôn mong muốn giao quyền thừa kế cho Hoàn Huyền. Do đó Hoàn Huyền lúc đó mới 5 tuổi đã được kế thừa tước vị Nam Quận Công với thái ấp gần trùng với Kinh Châu, Hồ Bắc ngày nay.

## Xây dựng thế lực
Hoàn Huyền dưới sự hướng dẫn của chú mình, xứng đáng là kế thừa được sự nghiệp của cha. Năm 384, Hoàn Xung chết, Tể tướng Tạ An phân binh quyền do Hoàn Xung cai quản cho 3 người cháu Hoàn Xung. Không lâu sau, Tạ An cũng bị thất thế và chết ngay năm sau đó (385). Cuộc tranh trành quyền lực triều đình nổ ra giữa các gia tộc lớn gồm họ Tạ, họ Vương, và cả hoàng gia Tư Mã. Trong những điều kiện đó, gia tộc họ Hoàn, mà đại diện là Hoàn Huyền, trở thành một đối tượng lôi kéo để các bên chiếm được ưu thế.
Năm 391, Hoàn Huyền được phong làm Thái tử Tẩy mã khi mới 23 tuổi. Chỉ một năm sau, được bổ làm Thái thú Nghĩa Hưng (nay thuộc Nghi Hưng, Giang Tô). Tuy nhiên, Hoàn Huyền không thỏa mãn, từ quan trở về lãnh địa Nam Quận (nay thuộc Giang Lăng, Hồ Bắc) củng cố thế lực.
Năm 397, Thượng thư Bộc xạ Vương Quốc Bảo, Kiến Oai Tướng quân Vương Tự mưu với Nhiếp chính là Cối Kê vương Tư Mã Đạo Tử tước bớt binh quyền các phương trấn. Thứ sử 2 châu Thanh Duyện là Vương Cung bất mãn khởi binh, Hoàn Huyền cùng Thứ sử Kinh Châu Ân Trọng Kham hưởng ứng. Thế lực quân phiệt hùng mạnh, cuối buộc triều đình phải giết Vương Quốc Bảo và Vương Tự để xoa dịu thế lực quân phiệt.

## Cát cứ
Năm 398, Hoàn Huyền ép triều đình phải phong cho mình chức Thứ sử Quảng Châu. Nhiếp chính Tư Mã Đạo Tử bất đắc dĩ phải chấp thuận yêu cầu, giao toàn quyền cai quản hành chính và quân sự cho Hoàn Huyền. Tuy vậy, Hoàn Huyền không vội nhậm chức và tiếp tục phát triển thế lực ở lãnh địa mình. Nhân việc Thứ sử Dự Châu là Sử Dữu Khải bất mãn khởi binh, lấy danh nghĩa thảo phạt Tiêu vương Tư Mã Thượng Chi, Hoàn Huyền cùng Âm Trọng Kham, Thứ sử Giang Châu Vương Du, tôn Vương Cung làm minh chủ, cùng khởi binh.
Tuy nhiên, không lâu sau, Vương Cung bị quân Bắc phủ binh do Lưu Lao Chi đánh bại rồi giết chết. Hoàn Huyền thấy vậy bèn lui binh. Triều đình bèn đưa biểu chiêu an và phong cho Hoàn Huyền làm Thứ sử Giang Châu (nay thuộc Cửu Giang, Giang Tây). Hoàn Huyền, Ân Trọng Kham, Dương Thuyên Kỳ 3 người được triều đình phái đi thảo phạt các phương trấn. Dù các quân phiệt đều có dã tâm riêng của mình, nhưng tạm thời phải liên kết với nhau; Hoàn Huyền xuất thân danh gia vọng tộc, được các quân phiệt tôn làm minh chủ. Khi đó, Hoàn Huyền mới 29 tuổi, trở thành quân phiệt mạnh nhất, phát sinh kiêu ngạo và dã tâm soán đoạt ngôi vị.
Bấy giờ, thế cục Đông Tấn rất hỗn loạn. Trong triều thì cha con Tư Mã Đạo Tử và Tư Mã Nguyên Hiển chuyên quyền. Ngoại trấn có nhóm Hoàn Huyền, Ân Trọng Kham, Dương Thuyên Kỳ, Lưu Lao Chi, Tư Mã Thượng Chi cát cứ, chinh phạt lẫn nhau.
Tháng 12 năm 399, Hoàn Huyền phát binh đánh Giang Lăng, Thứ sử Kinh Châu là Ân Trọng Kham bị giết chết, cùng Thứ sử Ung Châu là Dương Thuyên Kỳ cát cứ một dãy trung du Trường Giang. Năm 400, Tư Mã Đạo Tử bất đắc dĩ phải phong cho Hoàn Huyền làm Đô đốc 8 châu Kinh, Ti, Ung, Tần, Lương, Ích, Ninh, Giang; cai quản binh quyền 8 quận, Hậu tướng quân, Thứ sử 2 châu Kinh Giang, được phong cờ tiết.

## Cướp ngôi Đông Tấn
Năm 401, thế lực Hoàn Huyền ngày càng hùng mạnh, kiểm soát hơn 2/3 lãnh thổ Đông Tấn. Nhận thấy nguy cơ đến hoàng vị, dù phải đang đối phó với lực lượng khởi nghĩa của Tôn Ân, năm 402, quyền thần Tư Mã Nguyên Hiển sai Lưu Lao Chi thống suất Bắc phủ binh xuất quân tiêu diệt Hoàn Huyền. Tuy nhiên, Lưu Lao Chi không tuân phục Tư Mã Nguyên Hiển và không muốn giao chiến với Hoàn Huyền. Nhân cơ hội đó, Hoàn Huyền thuận lợi tiến quân về phía đông, chiếm được Kinh thành Kiến Khang, xử tử cả nhà Tư Mã Nguyên Hiển cùng Tư Mã Đạo Tử. Không lâu sau, Hoàn Huyền đoạt binh quyền từ tay Lưu Lao Chi giao cho anh họ Hoàn Tu, ép Lưu Lao Chi phải tự sát. Hoàn Huyền còn đích thân dẫn binh vào triều, ép Tấn An Đế phải phong cho mình làm Thái úy, Đô đốc trung ngoại chư quân sự, Dương Châu mục, lãnh Thứ sử Dự Châu. Đến lúc này, Hoàn Huyền hoàn toàn khống chế triều đình cả về quân sự lẫn hành chính. Để diệt trừ thế lực của Lưu Lao Chi, Hoàn Huyền ra lệnh diệt trừ các tướng lãnh Bắc phủ để toàn quyền khống chế quân đội. Tuy nhiên, Hoàn Huyền lại bỏ sót một nhân vật rất quan trọng là Thái thú Hạ Bì Lưu Dụ. Một sai lầm chết người!
Năm Nguyên Hưng thứ 2 (403), tháng 2, triều đình phong Hoàn Huyền làm Đại tướng quân. Tháng 9 năm đó, thăng Tướng quốc, phong Sở vương, gia Cửu tích. Nhận thấy điều kiện chiếm ngôi đã hình thành, ngày 21 tháng 11 năm đó (tức ngày 20 tháng 12 năm 403), Hoàn Huyền ép Đông Tấn An đế phải hiến quốc tỉ, nhường ngôi cho mình. Ngày 3 tháng 12 (tức 1 tháng 1 năm 404), Hoàn Huyền chính thức xưng đế, cải quốc hiệu là Sở, lấy niên hiệu là Vĩnh Thủy. An Đế bị giáng làm Bình Cố Vương. Lang Nha Vương Tư Mã Đức Văn, em An Đế, cũng bị giam cầm.

## Kết cục
Hoàn Huyền lên ngôi, tìm cách lung lạc nhân tâm, phóng thích tù phạm, mở kho cứu tế dân chúng. Tuy nhiên, chỉ là những hành động không thực tâm, Hoàn Huyền nhanh chóng sa vào tự mãn. Về chính sự không đưa ra luật lệ hoặc chính sách rõ rệt để vỗ yên dân, mà chỉ lấy sự hà khắc để trấn áp, quan lại tùy tiện thăng giáng chức, chính quyền không được ổn định. Hoàn Huyền tự cho mình có quyền hưởng thụ, cho xây dựng cung điện đền đài, du ngoạn khắp nơi, làm hao tổn nguyên khí triều đình. Từ đó sinh ra biến loạn.
Nhận thấy Hoàn Huyền không được lòng dân chúng, Lưu Dụ, xuất thân bộ tướng của Lưu Lao Chi, vốn hàng phục Hoàn Huyền để tránh bị sát hại, bấy giờ liền tách ra ly khai. Tháng 2 năm Vĩnh Thủy thứ 2 (404), Lưu Dụ phát động binh biến, tụ tập hàng trăm đồ đảng ở Kinh Khẩu làm binh biến giết chết Hoàn Tu, tuyên bố khôi phục nhà Tấn, khởi binh ở Trấn Giang (Giang Tô), thế lực hùnh mạnh, nhanh chóng đánh tan quân Sở, chỉ trong chưa đầy tháng đã tiến về Kinh thành Kiến Khang.
Hoàn Huyền thấy tình thế bất lợi, liền rút lui về căn cứ Giang Lăng (Kinh Châu, Hồ Bắc), mang theo cả An Đế và Tư Mã Đức Văn. Tháng 3 năm đó, Lưu Dụ tiến quân vào Kiến Khang, khống chế Kinh sư. Tháng 4, Hoàn Huyền chấn chỉnh quân đội, sai Lưu Nghị xuất quân tái chiếm Kiến Khang. Tuy nhiên, nhận thấy thế cục thay đổi, Lưu Nghị cũng phát động binh biến giết chết Hoàn Hoằng (em Hoàn Tu) ở Nghiễm Lăng, trở giáo, cùng với Hà Vô Kỵ, liên minh với Lưu Dụ, tiến về Giang Lăng tấn công Hoàn Huyền.
Tháng 5, quân Sở bị quân Lưu Dụ đánh đại bại tại Vanh Châu (nay thuộc Ngạc Thành, Hồ Bắc). Hoàn Huyền ngồi thuyền trốn vào Hán Trung (nay thuộc Hán Trung, Thiểm Tây), bị Ích Châu Đô hộ là Phùng Thiên giết chết.
Sau khi chết, Hoàn Huyền được em họ là Hoàn Khiêm truy thụy hiệu là Võ Điệu Hoàng đế.